# Agrupació Cultural i Esportiva Bombers
L'Agrupació Cultural i Esportiva Bombers és un club poliesportiu català de la ciutat de Barcelona. De entre les seves seccions la més destacada ha estat la de Voleibol.
El club va ser fundat l'any 1945 amb el nom de Penya Burinot.
El club tenia tretze seccions: natació, futbol, atletisme, ciclisme, golf, motociclisme, muntanya, petanca, aixecament de potència, activitats subaquàtiques, tennis, tir amb arc i voleibol. Participà en els Jocs Mundials de Policies i Bombers celebrats a Indianapolis.
La secció més destacada de l'entitat fou la de voleibol. Fou una de les fundadores del Campionat de Catalunya l'any 1951 i la gran dominadora d'aquesta competició els seus primers anys, amb 9 campionats fins 1962. També fou el primer campió d'Espanya de voleibol l'any 1951, títol que repetí els anys 1955, 1957 i 1958. Durant els anys seixanta, problemes econòmics provocaren el seu declivi a nivell competitiu. Tornà a ascendir a primera divisió la temporada 1975-76 assolint la sisena plaça. La temporada 1988-89 tornà a la Superlliga masculina de voleibol.
Fou una de les seves figures més rellevants Carlos Casanova Pérez.

## Palmarès
- Copa espanyola de voleibol masculina: 
  - 1951, 1955, 1957, 1958
- Campionat de Catalunya de voleibol masculí: 
  - 1950-51, 1951-52, 1953-54, 1954-55, 1955-56, 1956-57, 1957-58, 1960-61, 1961-62